# Susannah Heschel
Susannah Heschel (geboren am 15. Mai 1956 in den USA) ist eine US-amerikanische Hochschullehrerin und Autorin, die durch ihre Veröffentlichungen zu religiösen und zu jüdischen Themen und zum Feminismus bekannt wurde.

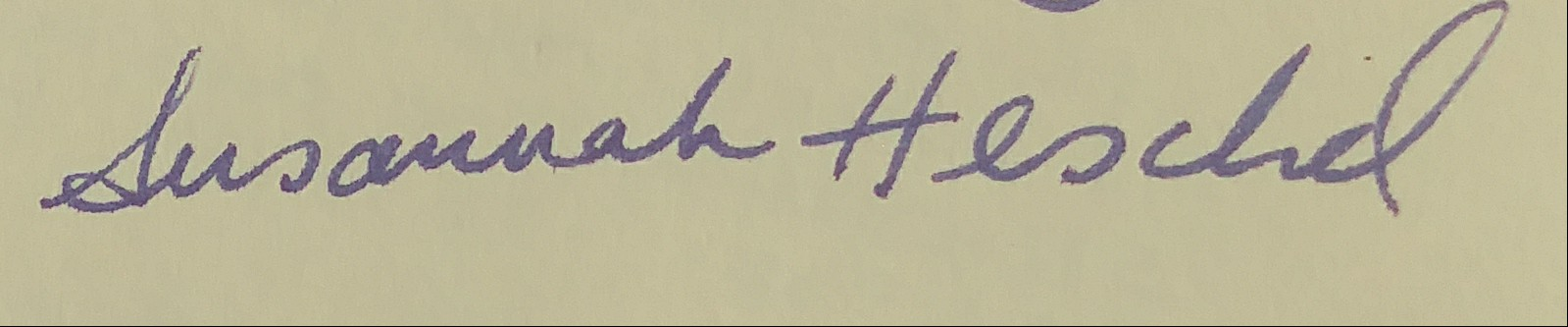

## Leben
Susannah Heschel ist die Tochter des Rabbiners Abraham Joshua Heschel. Sie wirkt seit 2005 als Eli Black Professor of Jewish Studies am Dartmouth College. 1972 bewarb sie sich am Jewish Theological Seminary in New York City um einen Studienplatz, wohl wissend, dass dort zu diesem Zeitpunkt Frauen nicht als Rabbinerinnen ordiniert wurden. Sie war Gastdozentin an der Princeton University, der University of Cape Town und der Goethe-Universität in Frankfurt am Main.
2006 wurde sie Vertreterin der Green Zionist Alliance beim Zionistischen Weltkongress bestimmt.

## Ehrungen und Auszeichnungen
- Ehrendoktor der Theologischen Fakultät der Universität Luzern, Schweiz
- Ehrendoktor des Colorado College in Colorado Springs, USA.
- Ehrendoktor des St. Michael’s College der University of Toronto, Kanada.
- Doctor theologiae ehrenhalber des Trinity College in Hartford, Connecticut, USA.
- Ehrendoktor der Augustana, Hochschule der Evangelisch-Lutherischen Kirche in Bayern, Neuendettelsau.
- John M. Manley Huntingdon Award des Dartmouth College.
- Jacobus Family Fellow des Dartmouth College.
- Ehrenmitglied der Studentenkorporation Phi Beta Kappa.
- 2000: Abraham-Geiger-Preis des Abraham-Geiger-Kollegs in Berlin.
- 2009: Stipendium der Carnegie Foundation für Studien über Jüdische Gelehrte und Islam.

## Veröffentlichungen
- 1994: Theologen für Hitler. Walter Grundmann und das Institut zur Erforschung und Beseitigung des jüdischen Einflusses auf das deutsche kirchliche Leben. In: Leonore Siegele-Wenschkewitz: Christlicher Antijudaismus und Antisemitismus. Theologische und kirchliche Programme Deutscher Christen. Schriften aus der Arbeit der Evangelischen Akademie. (Arnoldshainer Texte 85). Verlag Haag und Herchen, Frankfurt am Main, ISBN 3-86137-187-1.
- 1996: Die Nazifizierung der christlichen Theologie. Walter Grundmann und das Institut zur Erforschung und beseitigung des jüdischen Einflusses auf das deutsche kirchliche Leben. In: Texte und Kontexte, Band 19, S. 33–52.
- 1998: Abraham Geiger and the Jewish Jesus. University of Chicago Press, Chicago/London 1998, ISBN 0-226-32959-3.
- 2001: Der jüdische Jesus und das Christentum: Abraham Geigers Herausforderung an die christliche Theologie. Jüdische Verlags-Anstalt, Berlin, ISBN 3-934658-04-0.
- 2003: The Theological Faculty at the University of Jena as „a Stronghold of National Socialism“. In: Uwe Hoßfeld u. a.: Kämpferische Wissenschaft. Studien zur Universität Jena im Nationalsozialismus. Böhlau, Köln/Wien, ISBN 3-412-04102-5.
- 2008: The Aryan Jesus: Christian Theologians and the Bible in Nazi Germany. Princeton University Press, Princeton, New Jersey / London, ISBN 978-0-691-12531-2.
- 2012: German Jewish Scholarship on Islam as a Tool for De-Orientalizing Judaism. In: New German Critique, Vol. 39, Nr. 3.[1]
- Vortrag ohne Datum: Die Wissenschaft des Judentums und der Islam: Ein Vorbild für Deutschland im 21. Jahrhundert? Kollegium Jüdische Studien an der Humboldt-Universität, Berlin. .
- 2018: Jüdischer Islam. Islam und jüdisch-deutsche Selbstbestimmung. Schriftenreihe des Forum Transregionale Studien, Matthes & Seitz, Berlin, ISBN 978-3-95757-341-4.
- mit Elisa Klapheck und Micha Brumlik: Judentum. Islam. Ein neues Dialogszenario. Machloket / Streitschriften 6. Hentrich & Hentrich, Leipzig 2022, ISBN 978-3-95565-506-8.

als Herausgeberin
- 1983: On Being a Jewish Feminist, a Reader. Schocken Books, New York 1983, ISBN 0-8052-3837-9.
- 1999: mit Robert P. Ericksen: Betrayal: German Churches and the Holocaust. Fortress Press, Minneapolis, Minnesota, ISBN 0-8006-2931-0.